# Tir aux Jeux olympiques de 1900
Navigation
Athènes 1896 Londres 1908

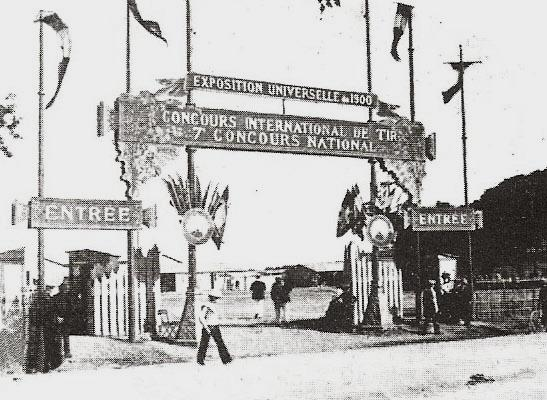
L'entrée des champs de tir.

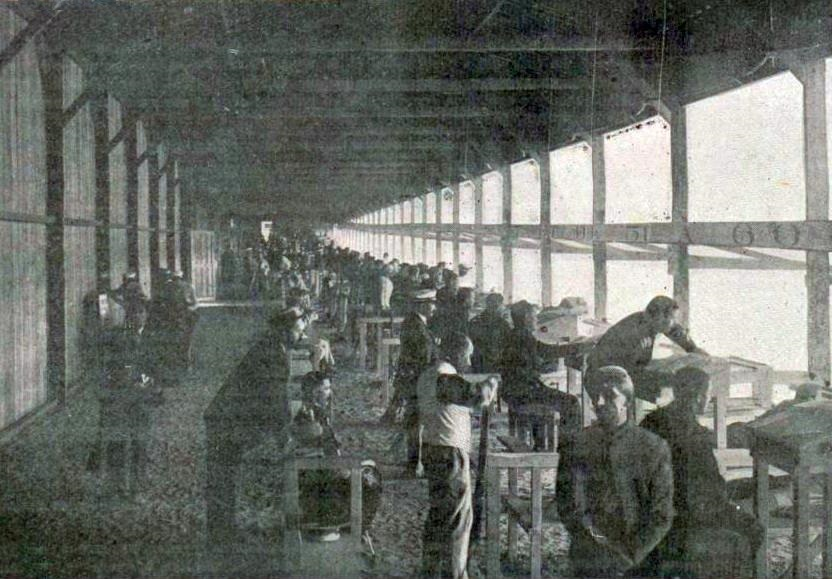
Le stand de tir à 200 mètres des JO 1900 à Satory.

Neuf épreuves de tir ont été organisées lors des Jeux olympiques de 1900 à Paris. Elles se sont déroulées au camp militaire de Satory et ont rassemblé 72 participants appartenant à 8 nations.

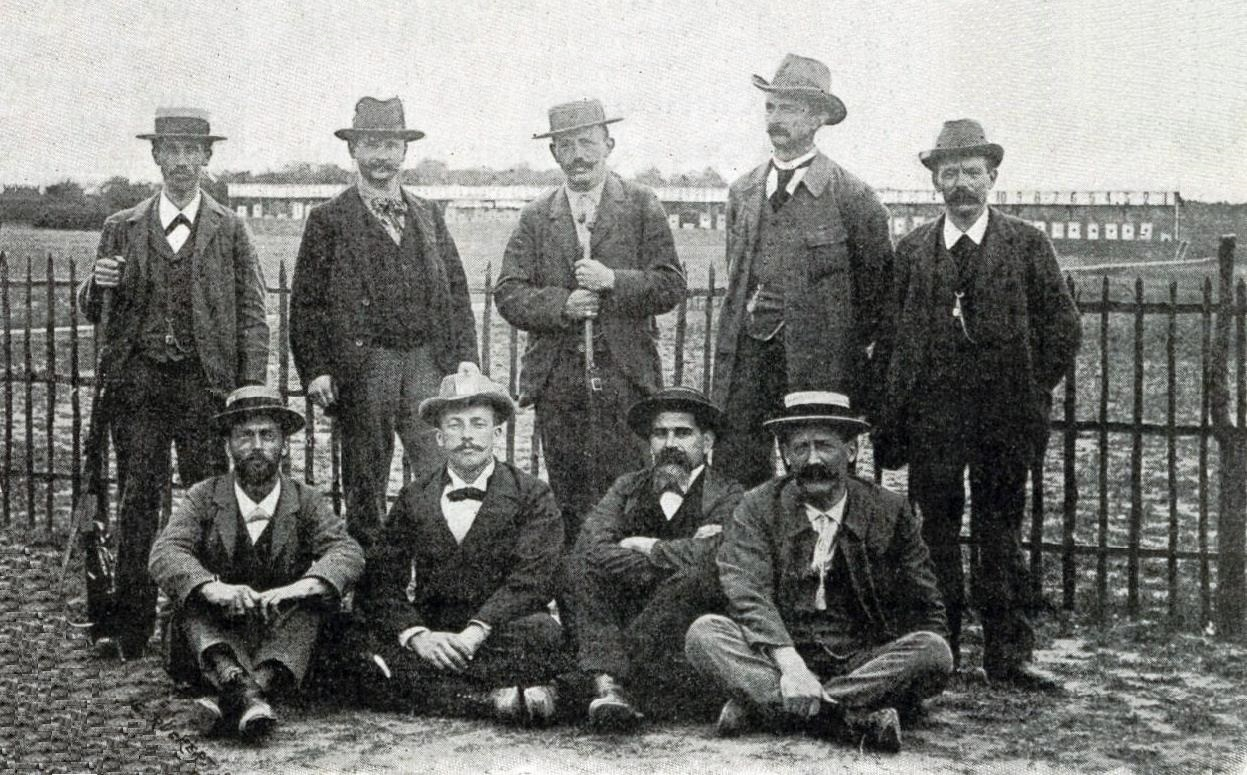
L'équipe de tir suisse aux Jeux Olympiques de 1900, championne olympique par équipe au révolver et aux armes libres.

## Pistolet

### 50m pistolet 60 coups
| Médaille | Nom                 | Pays   | Performance |
| -------- | ------------------- | ------ | ----------- |
| Or       | Conrad Karl Röderer | Suisse | 503 pts     |
| Argent   | Achille Paroche     | France | 466 pts     |
| Bronze   | Konrad Stäheli      | Suisse | 453 pts     |

### Pistolet libre à 50 m, par équipes
| Médaille | Nom                                                                                                 | Pays     | Performance |
| -------- | --------------------------------------------------------------------------------------------------- | -------- | ----------- |
| Or       | Conrad Karl Röderer Konrad Stäheli Louis-Marc Richardet Friedrich Lüthi Paul Probst                 | Suisse   | 2271 pts    |
| Argent   | Achille Paroche Louis Dutfoy Léon Moreaux Jules Trinité Maurice Lecoq                               | France   | 2203 pts    |
| Bronze   | Dirk Boest Gips Henrik Sillem Antonius Bouwens Solko Johannes Van den Bergh Anthony Ahasuerus Sweys | Pays-Bas | 1876 pts    |

### Fosse olympique (125 cibles)

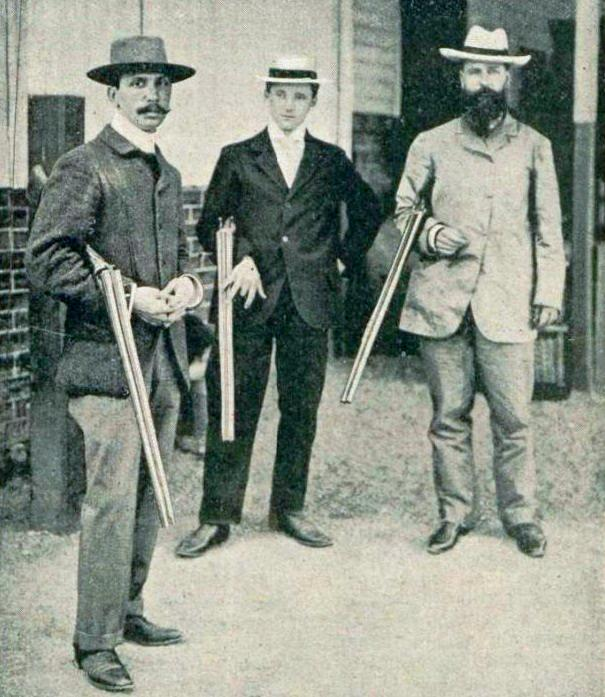
Les trois lauréats du tir à la fosse olympique: de G. à D. Roger de Barbarin (or), René Guyot et Justinien Clary.

| Médaille | Nom                      | Pays     | Performance |
| -------- | ------------------------ | -------- | ----------- |
| Or       | Roger de Barbarin        | France   | 17 pts      |
| Argent   | René Guyot               | Belgique | 17 pts      |
| Bronze   | Comte Justinien de Clary | France   | 17 pts      |

## Carabine (Rifle)

### Rifle libre, 300m, 3 positions
| Médaille | Nom                         | Pays             | Performance |
| -------- | --------------------------- | ---------------- | ----------- |
| Or       | Emil Kellenberger           | Suisse           | 930 pts     |
| Argent   | Anders Peter Nielsen        | Danemark         | 921 pts     |
| Bronze   | Ole Østmo Paul van Asbroeck | Norvège Belgique | 917 pts     |

### Rifle libre, 300m, à genoux
| Médaille | Nom                                    | Pays            | Performance |
| -------- | -------------------------------------- | --------------- | ----------- |
| Or       | Konrad Stäheli                         | Suisse          | 324 pts     |
| Argent   | Emil Kellenberger Anders Peter Nielsen | Suisse Danemark | 314 pts     |
| Bronze   | Non attribué                           |                 |             |

### Rifle libre, 300m, couché
| Médaille | Nom                  | Pays     | Performance |
| -------- | -------------------- | -------- | ----------- |
| Or       | Achille Paroche      | France   | 332 pts     |
| Argent   | Anders Peter Nielsen | Danemark | 330 pts     |
| Bronze   | Ole Østmo            | Norvège  | 329 pts     |

### Rifle libre, 300m, debout
| Médaille | Nom                       | Pays     | Performance |
| -------- | ------------------------- | -------- | ----------- |
| Or       | Lars Jørgen Madsen        | Danemark | 305 pts     |
| Argent   | Ole Østmo                 | Norvège  | 299 pts     |
| Bronze   | Charles Paumier du Verger | Belgique | 298 pts     |

### Rifle libre, par équipes
| Médaille | Nom                                                                               | Pays    | Performance |
| -------- | --------------------------------------------------------------------------------- | ------- | ----------- |
| Or       | Franz Böckli Konrad Stäheli Louis-Marc Richardet Alfred Grüter Emil Kellenberger  | Suisse  | 4399 pts    |
| Argent   | Hellmer Hermandsen Tom Seeberg Ole Andreas Saether Olaf Emil Frydenlund Ole Østmo | Norvège | 4290 pts    |
| Bronze   | René Thomas Maurice Lecoq Achille Paroche Auguste Cavadini Léon Moreaux           | France  | 4278 pts    |

## Tableau des médailles pour tir
| Rang | Nation   | Or | Argent | Bronze | Total |
| ---- | -------- | -- | ------ | ------ | ----- |
| 1er  | Suisse   | 5  | 1      | 1      | 7     |
| 2e   | France   | 2  | 2      | 2      | 6     |
| 3e   | Danemark | 1  | 3      | 0      | 4     |
| 4e   | Norvège  | 0  | 2      | 2      | 4     |
| 5e   | Belgique | 0  | 1      | 2      | 3     |
| 6e   | Pays-Bas | 0  | 0      | 1      | 1     |